# Gordon-Formel
Die Gordon-Formel ist eine Formel zur Berechnung des Barwertes einer Aktie oder Unternehmens bei steigenden Dividenden. Sie ist benannt nach Albert Hamilton Gordon (1901–2009). 

## Formel und Erläuterung
Die Gordon-Formel lautet:
{\displaystyle P_{0}=G_{1}\cdot {\frac {1-b}{k-b\cdot r_{E}}}}
Hierbei sind: 
{\displaystyle P_{0}}: subjektiver Ertragswert (Marktpreis, Kurswert) der Aktie in {\displaystyle t_{0}}; Ist der Aktienmarkt effizient, dann gilt: {\displaystyle P_{0}=}  Marktwert der Aktie in {\displaystyle t_{0}=} Ertragswert aller zukünftigen Ausschüttungen = Marktwert. Der Preis bildet sich durch Erwartungen. Bei unvollkommenen (informationsineffizienten) Märkten weicht der Marktwert/Ertragswert vom Preis/Börsenkurs ab (Zeitablauf, Informationsfluss).
{\displaystyle G_{1}}: erwarteter Gewinn pro Aktie in {\displaystyle t_{1}}
{\displaystyle b}: Thesaurierungsquote
{\displaystyle 1-b}: Ausschüttungsquote
{\displaystyle G_{1}\cdot (1-b)}: Dividende in {\displaystyle t_{1}}
{\displaystyle k}: Marktzinssatz (der von der Aktionären erwartete Ertragssatz, der bei alternativen Finanz-Investitionen zu erzielen wäre)
{\displaystyle r_{E}}: erwartete Rendite aus der investiven Verwendung der einbehaltenen Gewinne {\displaystyle b\cdot G_{1}}
{\displaystyle b\cdot r_{E}}: Wachstumsrate für Gewinne, Dividenden und Kurs
- Gewinn:

{\displaystyle G_{1}=G_{0}\cdot (1+w)}
{\displaystyle w} = Wachstumsrate
{\displaystyle G_{2}=G_{0}\cdot (1+w)^{2}}  usw.
- Dividende:

{\displaystyle D_{1}=G_{0}\cdot (1+w)\cdot (1-b)}
{\displaystyle D_{2}=G_{0}\cdot (1+w)^{2}\cdot (1-b)} usw.
Unterstellt wird eine konstante künftige Ergebnissituation. Dadurch lässt sich der Aktienwert als unendliche Rente ausrechnen. Im Falle einer Wachstumsrate, die über den Kapitalkosten liegt, weist die mathematische Ungültigkeit der Gordon-Formel jedoch auf die ökonomische Unsinnigkeit hin: Ein Unternehmen kann nicht dauert eine Wachstumsrate erzielen, die höher ist, als die Wachstumsrate der Wirtschaft insgesamt. Aus der Gordon-Formel lassen sich beispielsweise eine implizite Wachstumsrate sowie die implizite Eigenkapitalverzinsung ableiten.